# Carlos Tomás de Löwenstein-Wertheim-Rosenberg
El Príncipe Carlos Tomás Alberto Luis José Constantino de Löwenstein-Wertheim-Rosenberg (18 de julio de 1783, Bartenstein - 3 de noviembre de 1849, Heidelberg) fue un oficial austriaco durante las Guerras Napoleónicas y a partir de 1814, un miembro de la alta nobleza mediatizada.

## Antecedentes
La familia noble zu Löwenstein retrocede sus orígenes al Elector Palatino Federico el Victorioso (1425-1476). Sus hijos de su matrimonio morganático con Clara Tott no podían heredar las propiedades de los Wittelsbach, de tal modo que formaron una familia noble separada. Después de la muerte del Conde Luis III en 1611, la familia fue dividida en dos líneas, la línea protestante de Löwenstein-Wertheim-Virneburg (después Freudenberg) y la línea católica de Löwenstein-Wertheim-Rochefort.

## Biografía
El Príncipe Carlos Tomás era el mayor de los hijos varones del matrimonio del Príncipe Domingo Constantino de Löwenstein-Wertheim-Rochefort (1762-1814) con la Princesa María Leopoldina de Hohenlohe-Bartenstein (1761-1807). El Príncipe tenía seis hermanas y tres hermanastros del segundo matrimonio de su padre. Él y su hermano menor Constantino fueron criados durante los últimos años del Sacro Imperio Romano Germánico. Fueron muy conscientes de los privilegios de los Príncipes Imperiales. Fueron educados en la corte de Wurzburgo y posteriormente en la corte del Príncipe Clemente Wenceslao de Sajonia, el Príncipe Elector de Tréveris. Se desconoce si Carlos Tomás pudo disfrutar de educación ulterior. En 1802, participó en una misión diplomática de la familia Löwenstein-Wertheim-Rosenberg en París.
El territorio de su padre fue mediatizado durante los eventos que sucedieron a la Revolución Francesa. Los territorios de Löwenstein fueron divididos entre los recientemente creados Grandes Ducados de Baden y Hesse y los Reinos de Baviera y Wurtemberg. Carlos Tomás se unió al Ejército austriaco y luchó en varias batallas de las Guerras Napoleónicas. Sirvió como mayor en el Regimiento de Ulanos de Galitzia "Príncipe de Schwarzenberg" No. 2.  En 1812 y 1813, la familia perdió su territorio en la margen izquierda del Rin, incluyendo Rochefort. Esto llevó a un cambio de nombre: la Casa de Löwenstein-Wertheim-Rochefort cambió su nombre a Löwenstein-Wertheim-Rosenberg.
En 1814, murió el padre de Carlos Tomás. Como consecuencia, renunció al ejército y asumió la administración de las posesiones familiares. Como miembro de la alta nobleza, sostuvo un escaño en la Cámara Alta de Baden, Baviera, Hesse y Wurtemberg. Sin embargo, tenía poco interés en los asuntos políticos de esos cuatro estados. Inicialmente, sus altos funcionarios estuvieron concernidos con los intereses de la alta nobleza. A partir de principios de la década de 1830, su hijo Constantino hizo lo mismo. Después de la muerte de Constantino en 1838, los altos funcionarios asumieron de nuevo el control. A lo largo de toda su vida, Carlos Tomás sintió un fuerte lazo con el Imperio austriaco y los Habsburgo, su dinastía reinante. Contrajo matrimonio con una austriaca y tomó residencia permanente en Viena en la década de 1840. Cuando se hizo mayor, dedicó un tiempo creciente a su fe católica y desarrolló una profunda devoción, que sirvió de modelo a su nieto y sucesor Carlos Enrique.

## Matrimonio e hijos
Carlos Tomás contrajo matrimonio el 29 de septiembre de 1799 en Ellwangen con la Condesa Sofía de Windisch-Grätz (1784-1848), hija de José Nicolás de Windisch-Graetz. Tuvieron los siguientes hijos:
- Constantino (1802-1838), desposó a la Princesa Inés de Hohenlohe-Langenburg (1804-1835);
- María Leopoldina (1804-1869), desposó a su tío, el Príncipe Constantino de Löwenstein-Wertheim-Rosenberg (1786-1844);
- María Luisa Adelaida Eulalia (1806-1884), desposó al Príncipe Camilo de Rohan (1800-1892);
- Sofía María Teresa (1809-1838), desposó al Príncipe Enrique XX de Reuss-Greiz;
- María Crescentia Octavia (1813-1878), desposó al Príncipe Alejandro de Isenburg-Büdingen en Birnstein;
- Aegidia Eulalia (1820-1895)